# Charlie Kimball

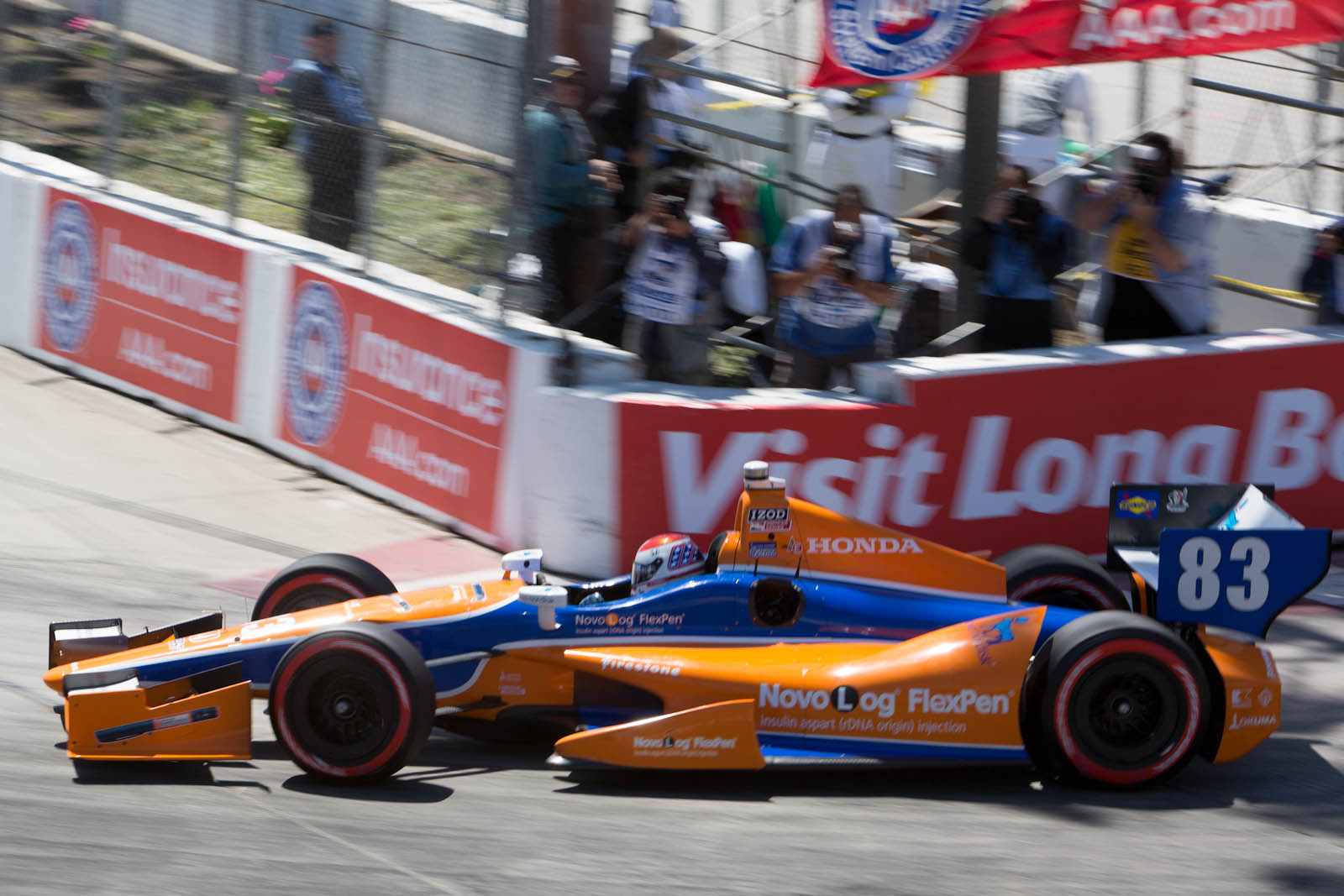
Charlie Kimball conduciendo un Dallara DW12 en el Gran Premio de Long Beach de 2012.

Charlie Kimball (Chertsey, Inglaterra, Reino Unido; 20 de febrero de 1985) es un piloto de automovilismo estadounidense. Desde 2011 compite en la IndyCar Series con Chip Ganassi Racing, donde resultó octavo en 2016, noveno en 2013, y 14.º en 2014. Ha logrado una victoria, seis podios y trece top 5 a lo largo de su carrera. Su mejor resultado en las 500 Millas de Indianápolis fue tercero en 2015. Por otro lado, logró una victoria absoluta en las 24 Horas de Daytona de 2013.
En 2007, se le detectó diabetes tipo 1. Actualmente, depende de la insulina ya que se inyecta esa hormona antes de cada carrera, y tiene un cable incrustado en su piel en la que tiene la función de avisar, a través del display del volante del automóvil, su nivel de glucosa.

## Carrera deportiva
Kimball nació en Inglaterra pero se crio en Camarillo, California y comenzó su carrera en el go-karts a los 9 años de edad. En 2002 participó en el campeonato americano nacional de la Fórmula Dodge, terminando 10.º en la tabla general. También ganó tres carrera de la SCCA Formula Ford. Para el 2003 pasó a la Fórmula Ford de los Estados Unidos, terminando tercero en la tabla general con dos victorias y siete podios. También disputó la serie invernal de Fórmula Ford británica, logrando una victoria para terminar tercero en el campeonato.
En 2004, compitió en el campeonato de la Fórmula Ford británica para el equipo JLR, y obtuvo dos victorias y once podios, de modo que logró el cuarto lugar en el campeonato. Kimball ascendió a la Fórmula 3 Británica de la mano del equipo Carlin, consiguió ganar en cinco carrera para culminar subcampeón detrás de su compañero de equipo Álvaro Parente. También terminó 12.º en los Masters de Fórmula 3 en Zandvoort, pero abandonó en el Gran Premio de Macao.
Para el año 2006, Kimball pasó a Fórmula 3 Euroseries con el equipo Signature-Plus. Finalizó undécimo en la tabla general, logrando una victoria y tres podio. Una vez más, tomó parte en la carrera de Masters de Fórmula 3 en Zandvoort y en Gran Premio de Macao, terminando en noveno y 21.er lugar respectivamente.
En 2007, participó de la Formula Renault 3.5 Series para Victory Engineering; disputó 13 carreras, antes dejar temporalmente la carrera en el automovilismo porque se le detectó diabetes tipo 1. Como parte de su tratamiento lleva un monitor de glucosa en la piel en la que, a través del display del volante del automóvil advierte el nivel de azúcar durante la carrera.
Volvió en 2008 al automovilismo regresó a la F3 Euroseries en 6 carreras con Prema Powerteam, logrando solamente un segundo puesto. A finales de 2008 compitió en la primera ronda de la A1 Grand Prix series para el equipo de los Estados Unidos.
Para el año 2009 Kimball pasó a la Indy Lights para el equipo Team PBIR; él dijo que un factor que influye en su regreso a los Estados Unidos es aumentar la conciencia de la diabetes en su país donde se crio. Kimball terminó 10.º en la tabla general con un cuarto lugar y un quinto. Regresó en Indy Lights en 2010 y firmó con AFS Racing/Andretti Autosport. A pesar de no ganar una carrera, Kimball logró cuatro segundos puestos, un tercero y tres cuarto en la temporada y finalizó en el cuarto lugar en el campeonato de pilotos.
Al año siguiente, Kimball ascendió a la IndyCar Series con el equipo satélite de Chip Ganassi Racing. Terminó 19.º en el campeonato con un noveno puesto y un décimo. En 2012, obtuvo un segundo puesto en Toronto, y otros cinco top 10, de forma que de nuevo terminó 19.º en la tabla general a pesar de perderse una carrera por lesión.
Kimball comenzó el año 2013 compitiendo por primera vez en las 24 Horas de Daytona, fecha puntuable de la Grand-Am. Disputando la carrera con un Riley-BMW del equipo Ganassi, ganó la carrera junto con Juan Pablo Montoya, Scott Pruett, y Memo Rojas. En la IndyCar, Kimball obtuvo su primera victoria en la categoría en el circuito de Mid-Ohio, y además, logró un segundo puesto, un cuarto y dos sextos, para terminar noveno en el campeonato.
En la IndyCar 2014, Kimball obtuvo un tercer puesto en Detroit 2, dos cuartos puestos, un quinto y diez top 10. Sin embargo, tuvo malas actuaciones en las 500 Millas de Indianápolis, Pocono y Fontana, por lo que quedó relegado a la 14.ª colocación final.
El piloto permaneció por quinto año consecutivo en el equipo Ganassi de la IndyCar en 2015. Resultó tercero en las 500 Millas de Indianápolis y en Sonoma, y quinto en el Gran Premio de Indianápolis. Eso le bastó para terminar 12.º en el campeonato. En 2016, Kimball obtuvo 11 llegadas entre los 10 primeros, de los cuales se rescata dos quintos puestos, y de esta forma finalizó octavo en el campeonato. Su rendimiento bajó en 2017, logró cinco top 10, finalizado 17.º en la tabla general.
Ganassi decidió no contar con Kimball para la temporada 2018 de IndyCar y este último terminó fichando para Carlin. Obtuvo como mejores resultados un quinto lugar y un séptimo, finalizando 17.º en el campeonato.